# Kopieniactwo
Uprawa kopieniacza – sposób uprawy gleby, polegający na odwracaniu warstwy wierzchniej przy zastosowaniu narzędzi ręcznych (np. szpadla, motyki). Metoda mało wydajna, stosowana w epoce późnego mezolitu i wczesnego neolitu przed upowszechnieniem się orki sprzężajnej. Obecnie stosowana w uprawie niewielkich areałów rolnych (np. ogródków przydomowych), których mała powierzchnia uniemożliwia wykorzystanie zmechanizowanych środków produkcji rolniczej.